# Sidi Aoun
Sidi Aoun est une commune de la wilaya d'El Oued en Algérie.

## Géographie

### Situation
Le territoire de la commune de Sidi Aoun est situé au centre et au nord de la wilaya.
| Guemar | Hamraia           | Magrane |
| Guemar | Sidi Aoun         | Magrane |
| Guemar | Hassani Abdelkrim | Debila  |

### Localités de la commune
La commune de Sidi Aoun est composée de quatre localités :
- Djedeïda
- Ladhouaou
- Sidi Aoun
- Souihla